# Pablo Gac
Pablo Gac Espinoza (Quillota, 8 de diciembre de 1930-Quillota, 18 de enero de 1974) fue un político chileno, militante del Partido Socialista. Se desempeñó como alcalde de Quillota entre 1971 y 1973. Pertenece a los detenidos desaparecidos de la dictadura militar de Chile.

## Biografía
Pablo Gac era un zapatero y oficial administrativo del Instituto de Desarrollo Agropecuario (INDAP) de Quillota. Estaba casado con Rosa Eliana Becerra, y tenía tres hijos, Carlos, Pedro Pablo y Juan Carlos Gac B. Fue elegido Alcalde de Quillota en la elección municipal de 1971, siendo el primer Alcalde de izquierda de toda la historia quillotana. Entre los seis concejales escogidos se cuentan dos médicos, un coronel retirado, un abogado y dos empleados públicos. En su campaña participó activamente el sacerdote español Antonio Llidó, que también engrosa la lista de detenidos desaparecidos.
Unos pocos días después del golpe de Estado del 11 de septiembre de 1973 es despedido de su trabajo en INDAP. La embajada de Rumania le ofrece asilo, cosa que él rechaza.
A fines de septiembre su casa es allanada por la Policía de Investigaciones, y se lo toma detenido por un día y es interrogado, exigiendo luego no abandonar la ciudad y firmar una vez a la semana. Es detenido varias veces más por civiles, para que declare en la Gobernación o a la Comisaría de Carabineros. Durante estas detenciones parece ser objeto de malos tratos y torturas, pero guarda silencio sobre el tema, pidiendo que no se le pregunte al respecto.

## Detención y muerte
El 17 de enero de 1974, aproximadamente a las 14:45 horas, llega un jeep militar hasta su hogar, ubicado en la calle Diego Echeverría n.° 693 de Quillota, para citarlo a un «pequeño interrogamiento» que se le haría en el Regimiento de Ingenieros N.º 2 de Quillota. Gac pide tiempo para cambiarse de ropa, cosa que se le concede, pues en jeep debe buscar a más personas. Luego el vehículo vuelve con cuatro detenidos más a buscarlo. Pablo le indica a su mujer que vaya al día siguiente a buscarlo al Regimiento si no vuelve. Parece ser uno más de los interrogatorios a los cuales es sometido.
Cerca de las 7 de la mañana del día siguiente, al no regresar a su hogar, su mujer se dirige al regimiento, y se entera de la muerte de algunos presos políticos, que se encontraban en un jeep bajo el puente de San Isidro, camino a la Escuela de Caballería. Durante el día logra una entrevista con el gobernador de Quillota, el Coronel Angel Torres Rivera, que le dijo que su marido estaba desaparecido y que lo andaban buscando. En la Plaza de Armas de la ciudad aparecieron unos carteles con las fotos de Gac y Rubén Cabezas, otro detenido desaparecido, con la leyenda «Se Busca». 
El 19 de enero de 1974, en la prensa local se publicó la versión oficial de los hechos. Se señalaba que el 18 de enero, a la una de la madrugada, cuando ocho detenidos eran trasladados desde el Regimiento de Ingenieros a la Escuela de Caballería, la patrulla militar que los conducía (perteneciente a la Escuela de Caballería) fue «atacada sorpresivamente por elementos extremistas». Este hecho fue llamado el «Asalto a la patrulla». En la versión oficial de los hechos se agregaba que en la confusión huyeron Pablo Gac y Rubén Cabezas Pares, y resultó herido el Capitán Francisco Pérez, Comandante de la patrulla. También se entregaban los nombres de los seis detenidos que habían resultado muertos, «dados de baja por intentar huir». Estos son Víctor Enrique Fuenzalida (partido comunista), Manuel Hernán Hurtado (partido socialista), Osvaldo Mario Manzano (MIR), Julio Arturo Loo (partido comunista), Angel Mario Díaz (dirigente poblacional) y Hugo Hernán Aranda (dirigente vecinal). En un siguiente Bando se advirtió a la población el peligro que significaba «hospedar en sus casas a personas cuyos antecedentes no sean conocidos, ya que puede tratarse de prófugos de la Justicia».
La Comisión Rettig, «no pudo aceptar la versión oficial, y se formó convicción que los ocho prisioneros fueron ejecutados por los agentes del Estado que los mantenían bajo su custodia, quienes violaron sus derecho humanos».

## Condena a los autores de su asesinato
En abril de 2011, 37 años después del supuesto asalto a la patrulla, la Corte Suprema de Chile dictó la sentencia definitiva en el caso. Aplicando el criterio de la media prescripción, condenó a la pena de cinco años al coronel (R) Ángel Torres Rivera y al teniente coronel (R) Sergio Arredondo González; y a una pena de 4 años al capitán (R) Francisco Pérez Egert, y a los suboficiales (R) Leonardo Quilodrán Burgos y Daniel Gálvez Ramos, todos con el beneficio de la libertad vigilada. También se determinó que los condenados Arredondo, Pérez y Quilodrán deberán pagar de manera solidaria una indemnización de $30 millones a cada uno de los grupos familiares de las víctimas.